# Bisetifer
Genre
Bisetifer est un genre d'araignées aranéomorphes de la famille des Linyphiidae.

## Distribution
Les espèces de ce genre se rencontrent en Ukraine, en Russie, en Azerbaïdjan et en Géorgie.

## Liste des espèces
Selon World Spider Catalog (version 26, 20/03/2025) :
- Bisetifer cephalotus Tanasevitch, 1987
- Bisetifer gruzin Tanasevitch, Ponomarev & Chumachenko, 2015
- Bisetifer tactus Nadolny & Turbanov, 2025

## Systématique et taxinomie
Ce genre a été décrit par Tanasevitch en 1987 dans les Linyphiidae.

## Publication originale
- Tanasevitch, 1987 : « The linyphiid spiders of the Caucasus, USSR (Arachnida: Araneae: Linyphiidae). » Senckenbergiana biologica, vol. 67, no 4, p. 297-383.